# Nephrolepidaceae
Nephrolepidaceae är en familj av ormbunkar. Nephrolepidaceae ingår i ordningen Polypodiales, klassen Polypodiopsida, fylumet kärlväxter och riket Plantae. Enligt Catalogue of Life omfattar familjen Nephrolepidaceae 63 arter. 
Kladogram enligt Catalogue of Life:
| Nephrolepidaceae | \| \| Arthropteris \| \| \| \| \| \| Nephrolepis \| \| \| \| |
|                  | \| \| Arthropteris \| \| \| \| \| \| Nephrolepis \| \| \| \| |
|                  | Aspleniaceae                                                 |
|                  |                                                              |
|                  | Athyriaceae                                                  |
|                  |                                                              |
|                  | Blechnaceae                                                  |
|                  |                                                              |
|                  | Cystopteridaceae                                             |
|                  |                                                              |
|                  | Davalliaceae                                                 |
|                  |                                                              |
|                  | Dennstaedtiaceae                                             |
|                  |                                                              |
|                  | Diplaziopsidaceae                                            |
|                  |                                                              |
|                  | Dryopteridaceae                                              |
|                  |                                                              |
|                  | Hemidictyaceae                                               |
|                  |                                                              |
|                  | Hypodematiaceae                                              |
|                  |                                                              |
|                  | Lindsaeaceae                                                 |
|                  |                                                              |
|                  | Lomariopsidaceae                                             |
|                  |                                                              |
|                  | Lonchitidaceae                                               |
|                  |                                                              |
|                  | Oleandraceae                                                 |
|                  |                                                              |
|                  | Onocleaceae                                                  |
|                  |                                                              |
|                  | Polypodiaceae                                                |
|                  |                                                              |
|                  | Pteridaceae                                                  |
|                  |                                                              |
|                  | Rhachidosoridaceae                                           |
|                  |                                                              |
|                  | Saccolomataceae                                              |
|                  |                                                              |
|                  | Tectariaceae                                                 |
|                  |                                                              |
|                  | Thelypteridaceae                                             |
|                  |                                                              |
|                  | Woodsiaceae                                                  |
|                  |                                                              |
|                  | Arthropteris                                                 |
|                  |                                                              |
|                  | Nephrolepis                                                  |
|                  |                                                              |

|  | Arthropteris |
|  |              |
|  | Nephrolepis  |
|  |              |

## Bildgalleri

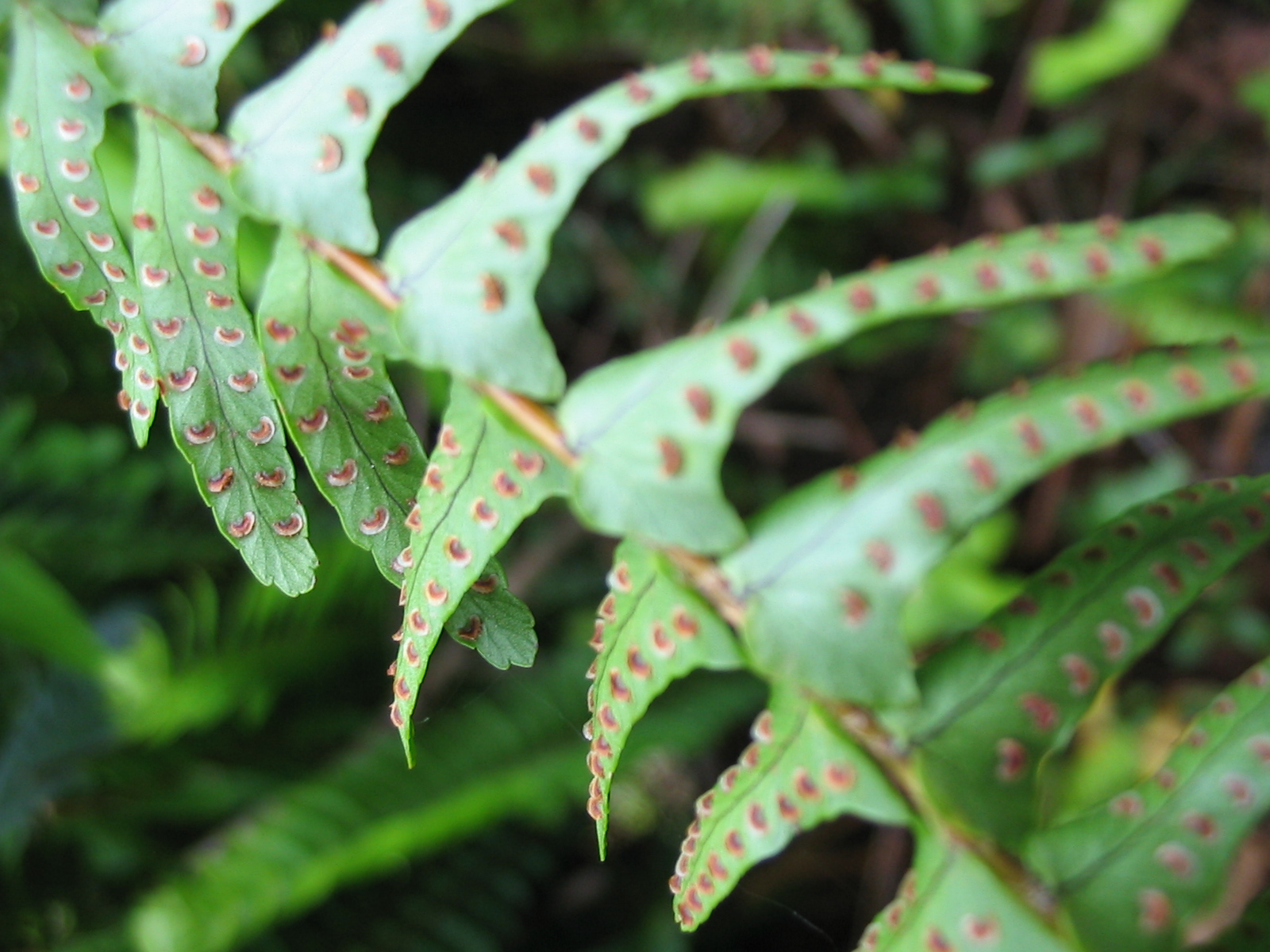
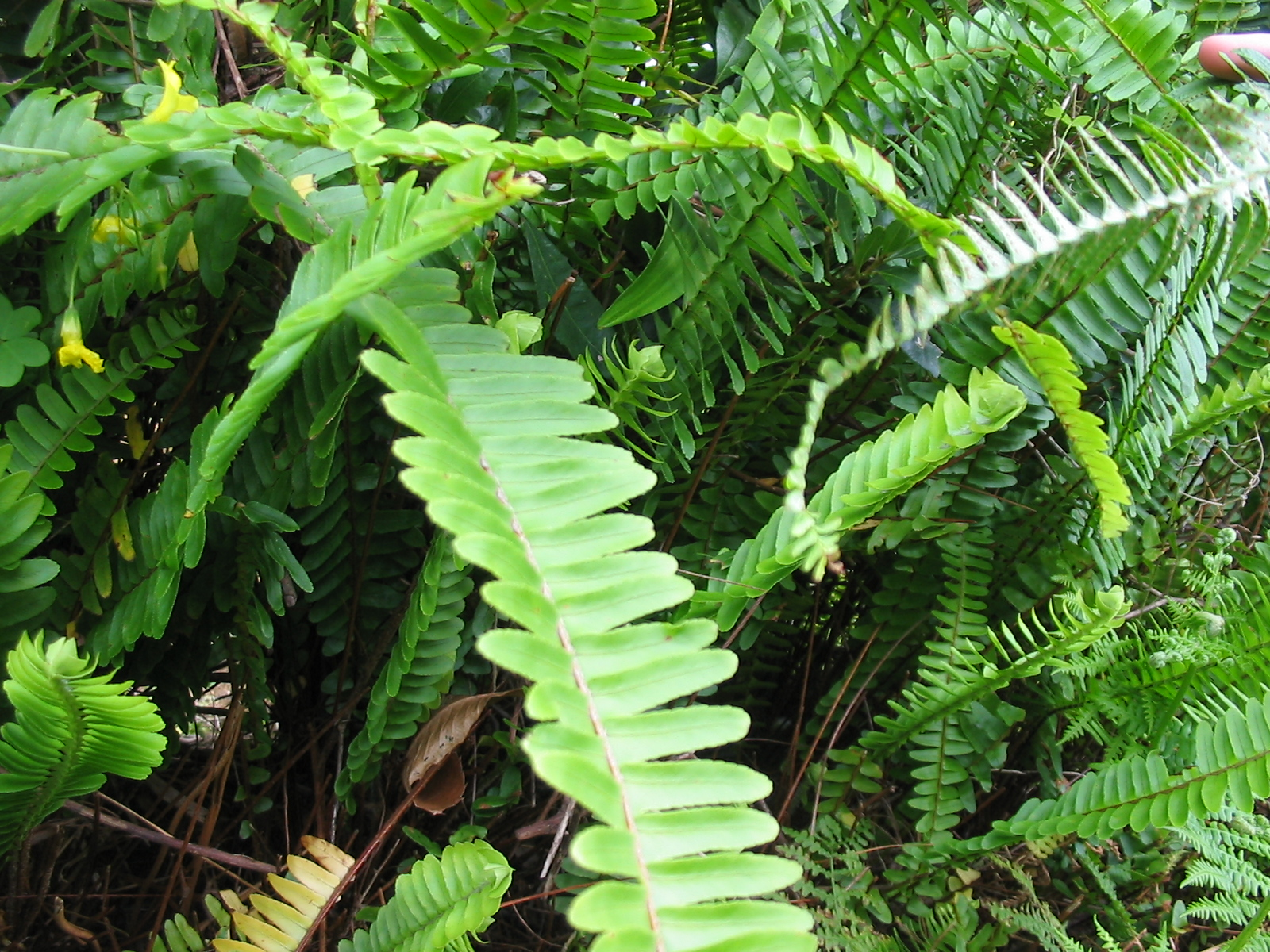
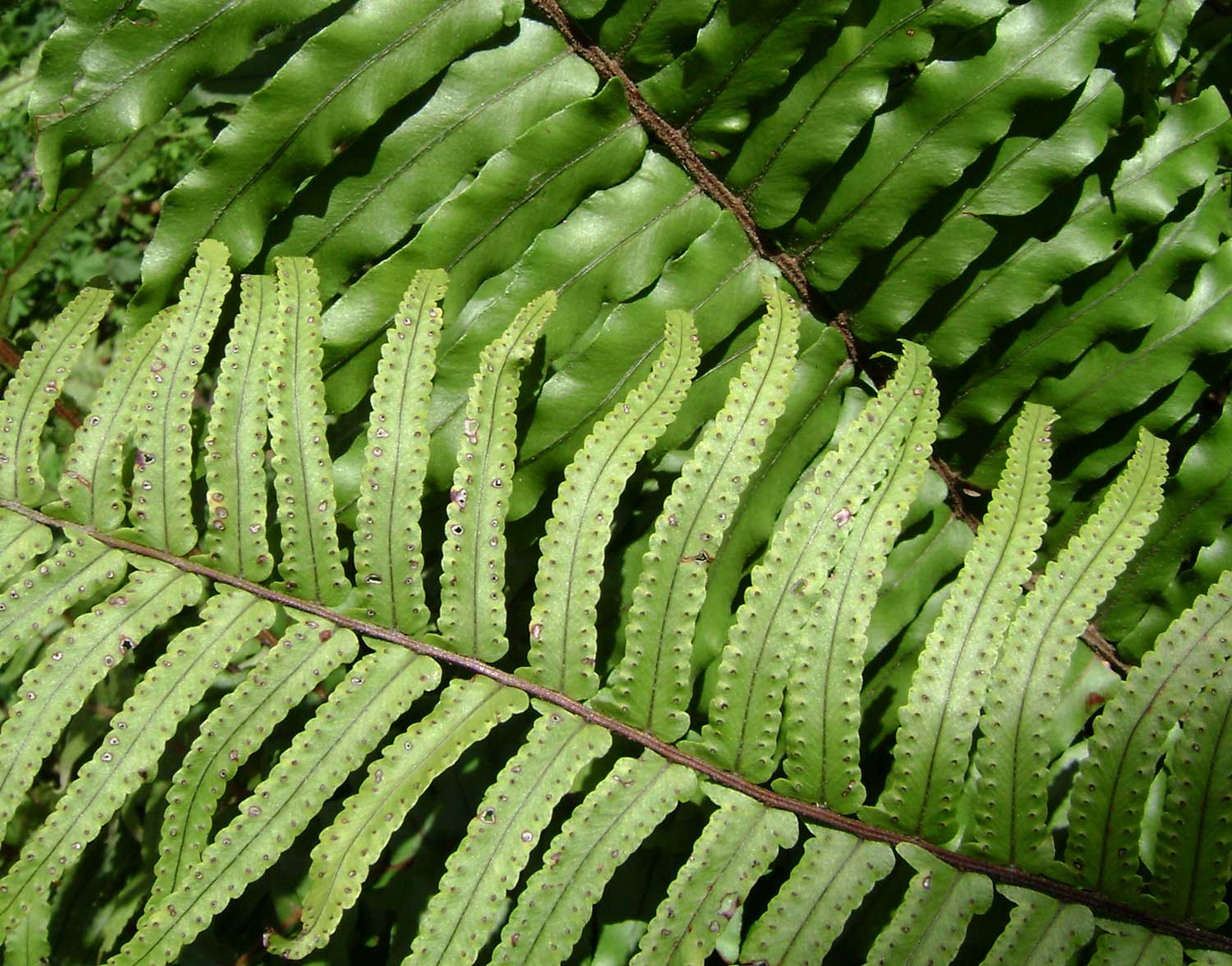
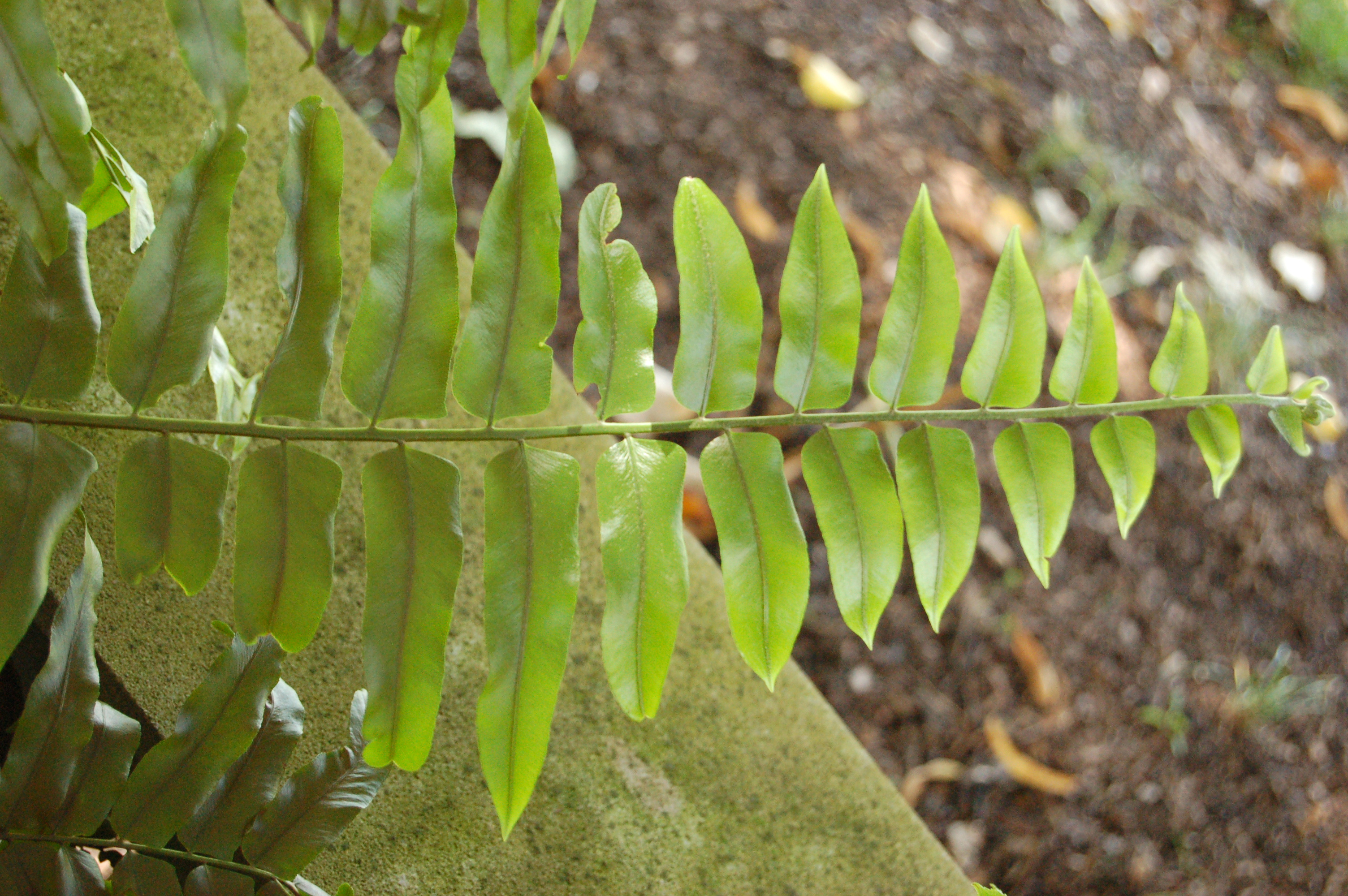
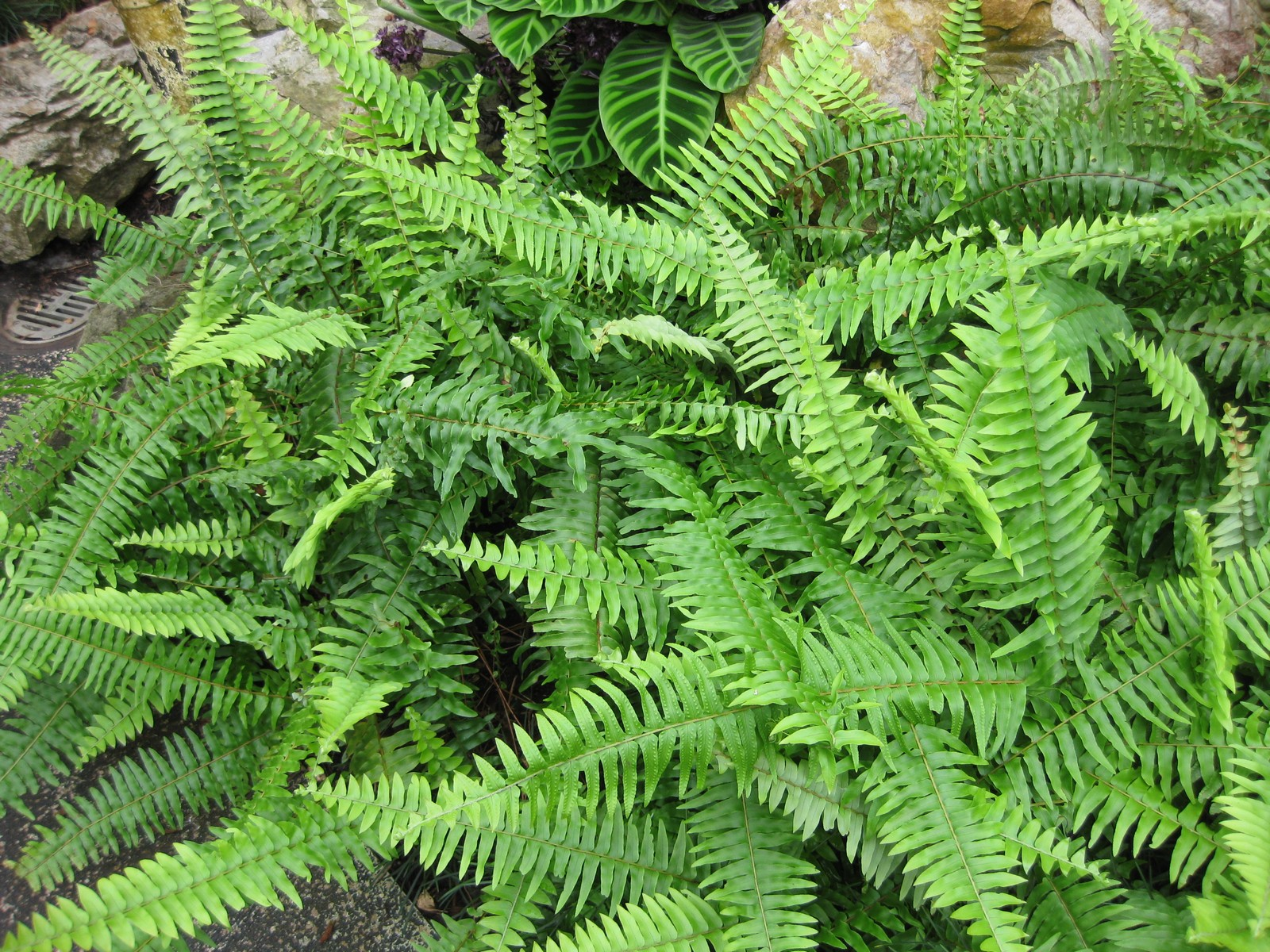
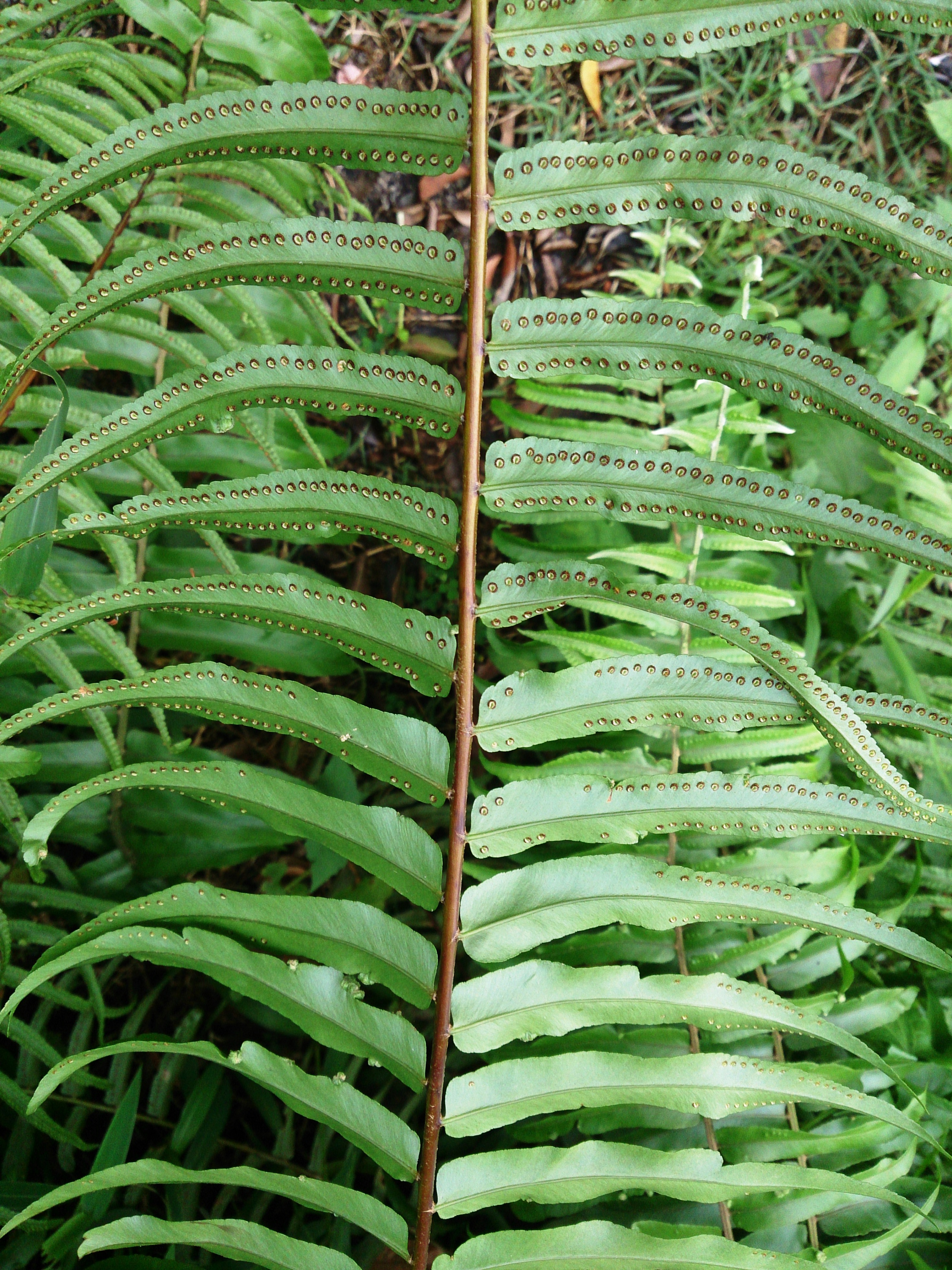